# René-François Régnier
René-François Régnier (ur. 17 lipca 1794 w Saint-Quentin-lès-Beaurepaire, zm. 3 lub 4 stycznia 1881 w Cambrai) – francuski duchowny katolicki, kardynał, arcybiskup Cambrai.

## Życiorys
Święcenia kapłańskie przyjął 19 grudnia 1818. 22 lipca 1842 został wybrany biskupem Angoulême. 25 września 1842 przyjął sakrę z rąk arcybiskupa Denysa Auguste Affre (współkonsekratorami byli arcybiskupi Pierre Bonamie i François-Nicholas-Madeleine Morlot). 30 września 1850 objął stolicę metropolitalną Cambrai, na której pozostał już do śmierci. Uczestniczył w obradach Soboru Watykańskiego I. 22 grudnia 1873 Pius IX wyniósł go do godności kardynalskiej z tytułem prezbitera Santissima Trinità al Monte Pincio. Wziął udział w konklawe wybierającym Leona XIII.